# Landet med det sorte guld
Landet med det sorte guld (tidligere titel Det sorte guld, fransk originaltitel Tintin au pays de l'or noir) er det femtende album i tegneserien om Tintins oplevelser. Det er skrevet og tegnet af den belgiske tegneserieskaber Hergé og blev udgivet i 1950.
En krig truer Europa, der er drevet af øget bekymring over olieforsyningen. Tintin rejser til Khemed i Mellemøsten, hvor han håber at kunne afsløre bagmændende. Det viser sig, at dr. Müller står bag. Efter at have talt med emiren Ben Kalish Ezab, viser det sig at dr. Müller har bortført prins Abhallah og Tintin må redde ham.
Historien blev i første omgang udgivet i mindre bidder i den belgiske avis Le Petit Vingtième, der var en børneudgave af den konservative avis Le Vingtième Siècle d. 28. september 1939, kort efter afslutningen på det ottende album Ottokars scepter. I maj 1940 invaderede Nazi-Tyskland Belgien og lukkede Le vingtième siècle, hvilket gjorde Hergé arbejdsløs og Landet med det sorte guld uafsluttet. Efter krigen genstartede Hergé serien i en ny farvelagt udgave i Tintin-magasinet, udgivet fra 16. september 1948 til 23. februar 1950, og udgivet i bogform et år senere. Mere end to årtier senere blev historien delvist genoptegnet for at flytte historien fra Britisk Mandat i Palæstina til den fiktive stat Khemed.

## Nogle franske udgaver
- 1939-1940: Les nouvelles aventures de Tintin et de Milou, fortsat serie i Le Petit Vingtième nr. 39, 28. september 1939[2] – nr. 19, 8. maj 1940; afbrydes midt i historien, da bladet nedlægges på grund af krigen.[3]
- 1940: Tintin et Milou au pays de l'Or noir, fortsat serie i Cœurs Vaillants nr. 23, 9. juni 1940[4] – nr. 52, 29. december 1940.[5] Uafsluttet.
- 1948-1950: L'or noir, fortsat serie i Tintin nr. 38, 16. september 1948[6] – nr. 8, 23. februar 1950.[7] 63 tegneseriesider i farver.
- 1950: Les aventures de Tintin – Au pays de l'or noir, album fra Casterman, 62 tegneseriesider i farver.[8]
- 1971: Les aventures de Tintin – Au pays de l'or noir, revideret udgave. Censureret version til det britiske marked, hvor alle referencer til datidens Palæstina og verdenssituation er byttet ud med en konflikt mellem to fiktive arabiske lande.[8]

## Danske udgaver
Føljetoner
- 1957: Fortsat serie uden titel i Politiken nr. 92, tirsdag 1. januar 1957 – nr. 17, torsdag 17. oktober 1957.
- 1986-1987: Det sorte guld. Fortsat serie i Århus Stiftstidende søndag 19. oktober 1986 – søndag 20. december 1987.
- 1970-1971: Tintin og det sorte guld. Fortsat serie i Se og Hør nr. 14, fredag 3. april 1970 – nr. 14, fredag 2. april 1971.[9]
- ca. 1980: Det sorte guld. Fortsat serie i Billed-Bladet.[9]

Album
- 1960: Tintins oplevelser nr. 6 (gammel standardudgave). Det sorte guld. Illustrationsforlaget. Genoptryk har ISBN 87-562-0125-7.[10] 1.-4. oplag indeholder 1950-versionen, fra 5. oplag 1971-versionen.
- 1987: Albumklubben Comics nr. 1. Tintin: Det sorte guld. ISBN 87-7708-004-1.[11]
- 2006: Tintins oplevelser (retroudgave). Landet med det sorte guld. 2. udgave. Carlsen Comics, ISBN 978-87-626-7794-4. Fra 2. oplag, 2016, Cobolt, ISBN 978-87-7085-284-5.[12] 1950-versionen.
- 2008: Tintins oplevelser nr. 15 (minicomics). Landet med det sorte guld. Carlsen, ISBN 978-87-626-5640-6.[13] 1971-versionen.
- 2016: Tintins oplevelser (ny standardudgave). Landet med det sorte guld. Cobolt, ISBN 978-87-7085-497-9.[14] 1971-versionen.